# Вольф, Криста

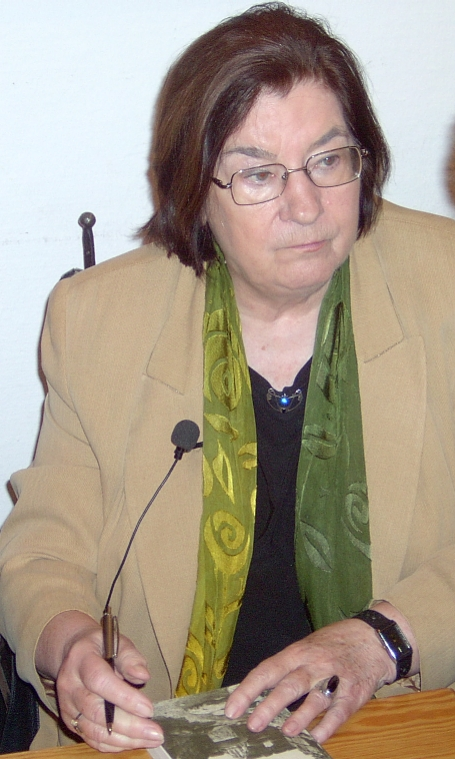
Криста Вольф. Март 2007

Криста Вольф (нем. Christa Wolf; урожд. Иленфельд, нем. Ihlenfeld; 18 марта 1929[…], Ландсберг-ан-дер-Варте, Бранденбург — 1 декабря 2011[…], Берлин) — немецкая писательница.

## Биография
Криста Вольф родилась в семье коммерсанта Отто Иленфельда в Ландсберге-на-Варте, где до начала Второй мировой войны ходила в школу. После переселения семья Иленфельдов в 1945 году оказалась в Мекленбурге. Криста работала машинисткой у бургомистра деревни Гаммелин близ Шверина. В 1949 году она окончила школу в Бад-Франкенхаузене и в том же году вступила в СЕПГ. Криста Вольф состояла членом СЕПГ до июня 1989 года. В 1949—1953 годы Криста Вольф изучала германистику в Йене и Лейпциге. В 1951 году она вышла замуж за писателя Герхарда Вольфа. Годом позже родилась их первая дочь Аннетта.
Криста Вольф работала научным сотрудником Немецкого союза писателей и редактором в различных издательствах и журналах. В 1955—1977 годах Вольф состояла в правлении Союза писателей ГДР. Спустя четыре года после рождения первого ребёнка на свет появилась дочь Катрин. В 1974 году Криста Вольф была избрана в члены Академии художеств ГДР. Ещё в 1972 году она побывала в Париже и в 1984 году была избрана членом Европейской академии наук, искусств и литературы в Париже. Спустя два года она вступила в Свободную академию искусств Гамбурга. В 1976 году Криста Вольф, подписавшая открытое письмо против лишения гражданства Вольфа Бирмана, была исключена из Союза писателей ГДР. Криста Вольф много путешествовала, в том числе по Швеции, Финляндии, Франции и США, где получила степень почётного доктора Университета штата Огайо. Вольф считалась одной из самых известных современных писательниц Германии. Произведения Кристы Вольф были переведены на многие языки мира.
В начале 1990-х годов стало известно о сотрудничестве Кристы Вольф в 1959—1962 годах с Министерством государственной безопасности ГДР в качестве внештатного сотрудника. В это время ею было составлено три отчёта о своих встречах, в которых, тем не менее, были даны исключительно положительные характеристики. Бурное внимание общественности к этому факту, а также критику за свои откровения Криста Вольф расценила как несправедливую расплату за её прошлое в ГДР. Чтобы избежать травли, писательница вынуждена была на несколько лет покинуть Германию, переселившись в Калифорнию.

## Награды
- дважды лауреат Национальной премии ГДР

### Произведения
- Московская новелла, 1961
- Расколотое небо, 1963 (на русском языке опубликован в 1964 году)[6]
- Размышления о Кристе Т., 1968 (ISBN 3-630-62032-9)
- Lesen und Schreiben. Aufsätze und Betrachtungen, 1972
- Тиль Уленшпигель, 1972
- Unter den Linden. Drei unwahrscheinliche Geschichten, 1974
- Kindheitsmuster, 1976
- Нет места. Нигде, 1979 (рус.пер. 1983)
- Fortgesetzter Versuch. Aufsätze, Gespräche, Essays; 1979
- Geschlechtertausch. Drei Erzählungen, zus. m. Sarah Kirsch und Irmtraud Morgner, 1980
- Lesen und Schreiben. Neue Sammlung, 1980
- Кассандра, 1983 (ISBN 3-423-11870-9) (на русском языке опубликован в 1986)[7]
- Voraussetzungen einer Erzählung: Kassandra. Frankfurter Poetik-Vorlesungen, 1983
- Ins Ungebundene gehet eine Sehnsucht. Gesprächsraum Romantik. Prosa. Essays, zus. m. Gerhard Wolf´, 1985
- Die Dimension des Autors. Essays und Aufsätze, Reden und Gespräche. 1959—1985, 1986
- Авария. Хроника одного дня (Störfall. Nachrichten eines Tages), 1987
- Ansprachen, 1988
- Sommerstück, 1989
- Was bleibt. Erzählung, 1990 (entstanden 1979)
- Reden im Herbst, 1990
- Sei gegrüßt und lebe. Eine Freundschaft in Briefen, 1964—1973. Christa Wolf und Brigitte Reimann, hg. v. A. Drescher, 1993
- Auf dem Weg nach Tabou. Texte 1990—1994, 1994
- Christa Wolf und Franz Fühmann. Monsieur — wir finden uns wieder. Briefe 1968—1984, hg. v. A. Drescher, 1995
- Medea: Stimmen, 1996 (ISBN 3-423-25157-3)
- Hierzulande Andernorts. Erzählungen und andere Texte 1994—1998, 1999 (ISBN 3-423-12854-2)
- Leibhaftig. Erzählung, 2002 (ISBN 3-630-62064-7)
- Ein Tag im Jahr. 1960—2000, 2003 (ISBN 3-630-87149-6) Leseprobe (Vorwort und Eintrag für 1960)
- Mit anderem Blick. Erzählungen Suhrkamp, Frankfurt am Main 2005 (ISBN 3-518-41720-7)
- Stadt der Engel oder The Overcoat of Dr. Freud. Suhrkamp, Berlin 2010 (ISBN 978-3-518-42050-8)
- Moskauer Tagebücher — Wer wir sind und wer wir waren. Reisetagebücher, Texte, Briefe, Dokumente 1957—1989. Suhrkamp, Berlin 2014. (ISBN 978-3-518-42423-0)

## Издания на русском языке
- Избранное. М.: Художественная литература, 1979
- Избранное. М.: Радуга, 1988
- Образы детства. М.: Художественная литература, 1989
- Кассандра. Медея. Летний этюд. М.: АСТ; Олимп, 2001
- Размышления о Кристе Т. СПб.: Азбука-Классика, 2004
- Московские дневники. Кто мы и откуда… Путевые заметки, тексты, письма, документы 1957—1989 гг. М.: Текст, 2017 (ISBN 978-5-7516-1362-4)[8]